# Welizar Dimitrow
Welizar Dimitrow, bułg. Велизар Димитров (ur. 13 kwietnia 1979 w Perniku) – bułgarski piłkarz, występujący na pozycji środkowego lub prawego pomocnika.

## Kariera piłkarska

### Kariera klubowa
Jest wychowankiem Minioru Pernik, później grał w Lokomotiwie Sofia, Marku Dupnica i Liteksie Łowecz. W 2002 roku został zawodnikiem CSKA Sofia, z którym zdobył dwukrotnie – w 2003 i 2005 roku – tytuł mistrza kraju. W 2003 roku został wybrany na najlepszego pomocnika ligi. W 2008 roku Dimitrow podpisał kontrakt z Metałurhem Donieck. Po zakończeniu rundy jesiennej sezonu 2013/14 zakończył karierę piłkarską.

### Kariera reprezentacyjna
W reprezentacji Bułgarii zadebiutował w 2003 roku. Brał z nią udział w Euro 2004.

## Sukcesy klubowe
- mistrz Bułgarii: 2003, 2008
- wicemistrz Bułgarii: 2006, 2007
- zdobywca Pucharu Bułgarii: 2006
- zdobywca Superpucharu Bułgarii: 2006
- finalista Pucharu Ukrainy: 2010, 2012
- finalista Superpucharu Ukrainy: 2012